# Pyrota discoidea
Pyrota discoidea är en skalbaggsart som beskrevs av Leconte 1853. Pyrota discoidea ingår i släktet Pyrota och familjen oljebaggar. Inga underarter finns listade i Catalogue of Life.